# ŽNL Ličko-senjska 2010./11.
Ovaj članak je podtema članka: 5. rang HNL-a 2010./11.

ŽNL Ličko-senjska u sezoni 2010./11. je predstavljala jedinu županijsku ligu u Ličko-senjskoj županiji, te ligu petog stupnja hrvatskog nogometnog prvenstva. 
 
Sudjelovalo je deset klubova, a prvak lige je postao klub "Otočac". 

## Sustav natjecanja
10 klubova je igralo dvokružnim liga-sustavom (18 kola). 

## Ljestvica
| mj. | klub                                | ut. | pob. | ner. | por. | gol+ | gol- | bod |
| --- | ----------------------------------- | --- | ---- | ---- | ---- | ---- | ---- | --- |
| 1.  | Otočac                              | 18  | 13   | 3    | 2    | 44   | 11   | 42  |
| 2.  | Bunjevac Gavran Krivi Put           | 18  | 13   | 2    | 3    | 55   | 16   | 41  |
| 3.  | Perušić                             | 18  | 10   | 4    | 4    | 47   | 19   | 34  |
| 4.  | Velebit Žabica                      | 18  | 9    | 4    | 5    | 31   | 24   | 31  |
| 5.  | Lika '95 Korenica                   | 18  | 9    | 3    | 6    | 32   | 17   | 30  |
| 6.  | Plitvice Mukinje (Plitvička Jezera) | 18  | 6    | 2    | 10   | 28   | 34   | 20  |
| 7.  | Gacka 1925 Sinac                    | 18  | 6    | 2    | 10   | 28   | 37   | 20  |
| 8.  | Croatia Lički Osik                  | 18  | 6    | 2    | 10   | 23   | 40   | 20  |
| 9.  | Sokolac Brinje                      | 18  | 5    | 4    | 9    | 21   | 32   | 19  |
| 10. | Pazarište Klanac                    | 18  | 0    | 0    | 18   | 11   | 90   | 0   |

## Rezultatska križaljka
| kratica | klub                                | BUNJ | CRO | GAC | LIKA | OTO | PAZ | PER | PLI | SOK | VEL |
| --- | ----------------------------------- | ---- | --- | --- | ---- | --- | --- | --- | --- | --- | --- |
| BUNJ | Bunjevac Gavran Krivi Put           |      |     |     |      |     |     |     |     |     |     |
| CRO | Croatia Lički Osik                  |      |     |     |      |     |     |     |     |     |     |
| GAC | Gacka 1925 Sinac                    |      |     |     |      |     |     |     |     |     |     |
| LIKA | Lika '95 Korenica                   |      |     |     |      |     |     |     |     |     |     |
| OTO | Otočac                              |      |     |     |      |     |     |     |     |     |     |
| PAZ | Pazarište Klanac                    |      |     |     |      |     |     |     |     |     |     |
| PER | Perušić                             |      |     |     |      |     |     |     |     |     |     |
| PLI | Plitvice Mukinje (Plitvička Jezera) |      |     |     |      |     |     |     |     |     |     |
| SOK | Sokolac Brinje                      |      |     |     |      |     |     |     |     |     |     |
| VEL | Velebit Žabica                      |      |     |     |      |     |     |     |     |     |     |
| |                                     |      |     |     |      |     |     |     |     |     |     |
| podebljan rezltat - utakmice od 1. do 9. kola (1. utakmica između klubova rezultat normalne debljine - utakmice od 10. do 18. kola (2. utakmica između klubova) rezultat nakošen - nije vidljiv redoslijed odigravanja međusobnih utakmica iz dostupnih izvora rezultat nakošen i smanjen * - iz dostupnih izvora nije uočljiv domaćin susreta rezultat precrtan - poništena ili brisana utakmica 3:0 p.f. / 0:3 p.f. - rezultat bez borbe p - prekinuta utakmica n.i. - nije igrano |                                     |      |     |     |      |     |     |     |     |     |     |

## Vanjske poveznice
- nogometnisavezlsz.hr, Nogometni savez Ličko-senjske županije